# ニコライ・プルジェヴァリスキー
ニコライ・ミハイロヴィチ・プルジェヴァリスキー（ロシア語: Никола́й Миха́йлович Пржева́льский, ラテン文字転写: Nikolai Mikhailovich Przheval'skii, 1839年4月12日［旧暦3月31日］ - 1888年11月1日［旧暦10月20日］、プルジェワリスキーとも）はロシア帝国の地理学者で、中央・東アジアの探検家として知られる。最終目的地としたチベットのラサまではたどり着くことはできなかったものの、チベット北部や青海そしてジュンガリア（現在の新疆ウイグル自治区北部）など西洋世界に知られていなかった地域を旅した。彼は中央アジアの情報をヨーロッパ人に大いに齎し、唯一現存する野生馬プルジェワリスキーウマ（学名：Equus przewalskii）について最初に記述して、その種名が彼に因んで命名された。

## 生涯

### 出生
プルジェヴァリスキーが生まれたのはスモレンスク県のポーランド化されたベラルーシ系貴族（シュラフタ）の家系であり、ポーランド語では彼の姓はプシェヴァルスキ（Przewalski）といった。彼は故郷で教育を受けた後、サンクトペテルブルクの軍事アカデミーに入った。1864年、ワルシャワの軍事学校の地理教師となった。

### ウスリー遠征
1867年にはロシア地理学協会へ申請が通り中央シベリアのイルクーツクへと派遣された。彼の目的は露中国境を流れるアムール川の大きな支流であるウスリー川流域の探検であった。これが彼の最初の大きな探検であり、後にこの2年間の探検の日記は『ウスリー地方旅行1867-1869』として刊行された。
その後、彼は人生を中央アジア探検に費やした。

### モンゴルとタングート人の国へ
1870年から1873年にかけて、キャフタからゴビ砂漠を横断して北京に向かい、揚子江（長江）上流を探検し、1872年にはチベットを横切った。彼が調査した面積は18,000km²に及び、収集し持ち帰った生物は植物5000種、鳥類1000種、昆虫3000種、それに加えて70匹の爬虫類と130匹の異なった哺乳類の毛皮があった。帝立地理学協会からコンスタンチン・メダルが授与され、中将へと任命されて、皇帝の幕僚に取り立てられ、聖ウラジーミル騎士団の第4階級に列せられた。この探検の時、中国では同治陝甘回変（ドゥンガン蜂起；1862～1877年）が勃発していた。この旅によって中国の西でのヤクブ・ベグの王国によるムスリムの反乱に関する重要な情報がもたらされ、ロシア帝立地理学協会での彼の講義は溢れかえる聴衆から「雷のような喝采」を受けたという。ロシアの新聞«Голос»はこの旅を「我々の時代で最も大胆なことの一つ」と呼んだ。

### ジュンガリアとロプノール
1876年から1877年にかけて天山山脈を越えて東トルキスタンを縦断し、ロプノールだと彼が信じていた場所を訪れた。そこは伝えられるところによればマルコ・ポーロ以来ヨーロッパ人が誰も訪れたことがないという。この探検隊は10人の男たちと24頭のラクダ、4頭の馬からなり、3トンの荷物と資金25,000ルーブルを持っていた。しかし探検は疫病と質の悪いラクダによって悩まされた。1877年9月、キャラバンはましなラクダと馬に交換し、72,000発分の弾薬と大量のブランデー、茶およびターキッシュ・ディライトを用意して、ラサへと向かったが、たどり着く事はできなかった。

### チベット大探検

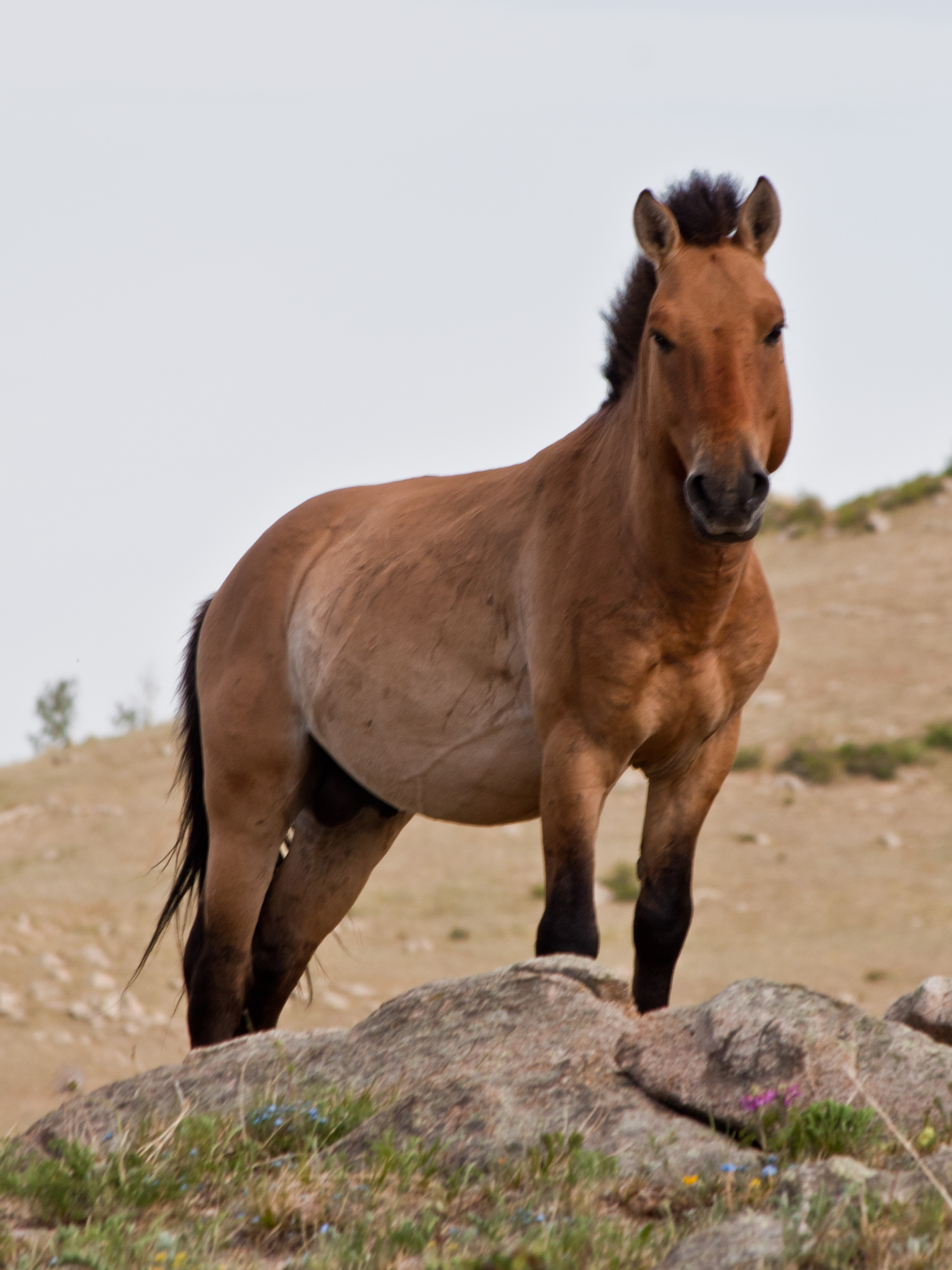
モウコノウマ（別名：プシバルスキーウマ、プルジェワリスキーウマ）。1879年の探検中に発見された。

1879年から1880年にかけて哈密を経由してツァイダム盆地を通り、ココノール（青海湖）へ。この探検では天山山脈を越えてチベットに入りラサまで260kmの地点まで進んだが、ここでチベット当局によって引き返させられた。

### 黄河源流とタクラマカン砂漠

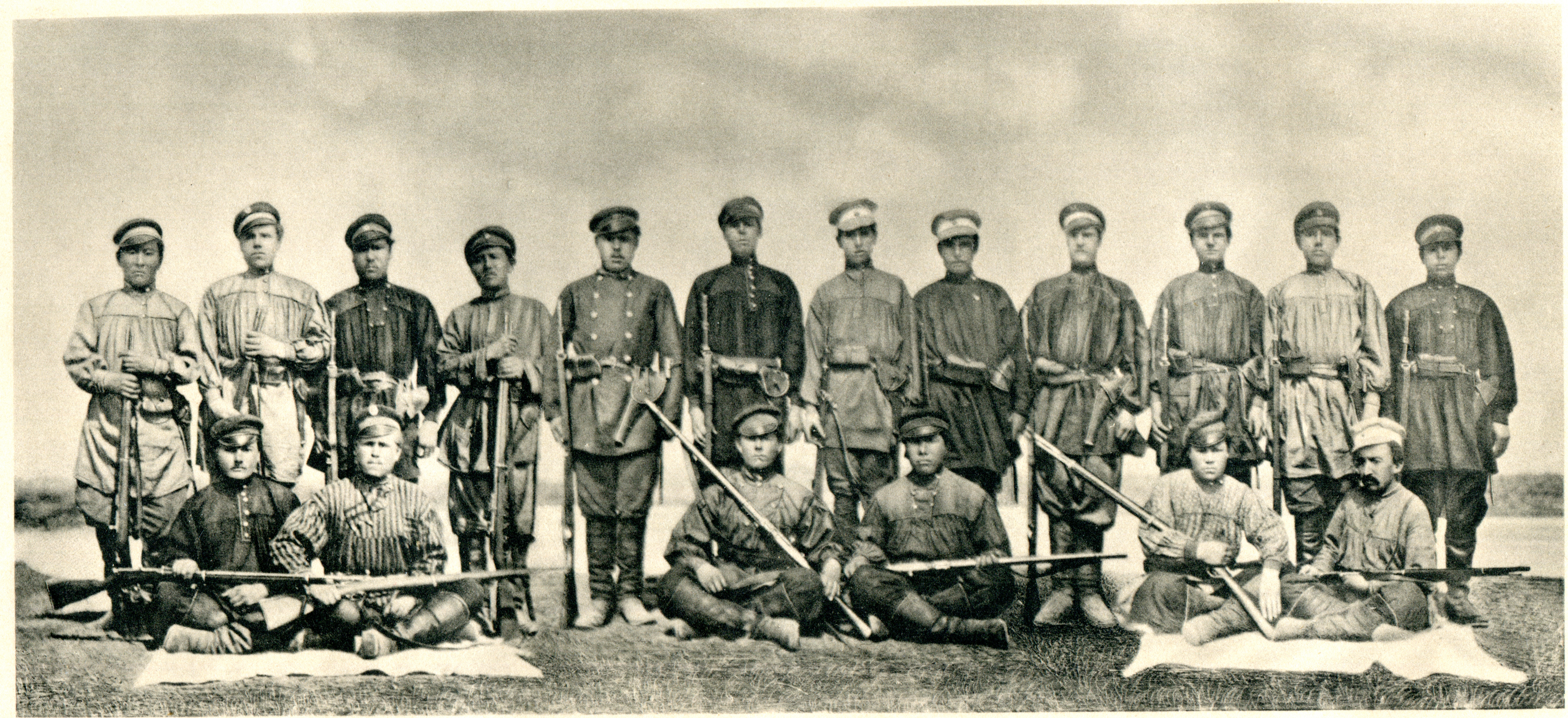
ニコライ・プルジェヴァリスキーによる内陸アジアへの第四回探検隊

1883年から1885年にかけては、キャフタからゴビ砂漠を越えてアラシャンそして天山山脈東部へ向かい、揚子江で引き返し、再びココノールへ、そして西へ進んでホータン、イシク・クル湖へ行った。

### 晩年、そして没後

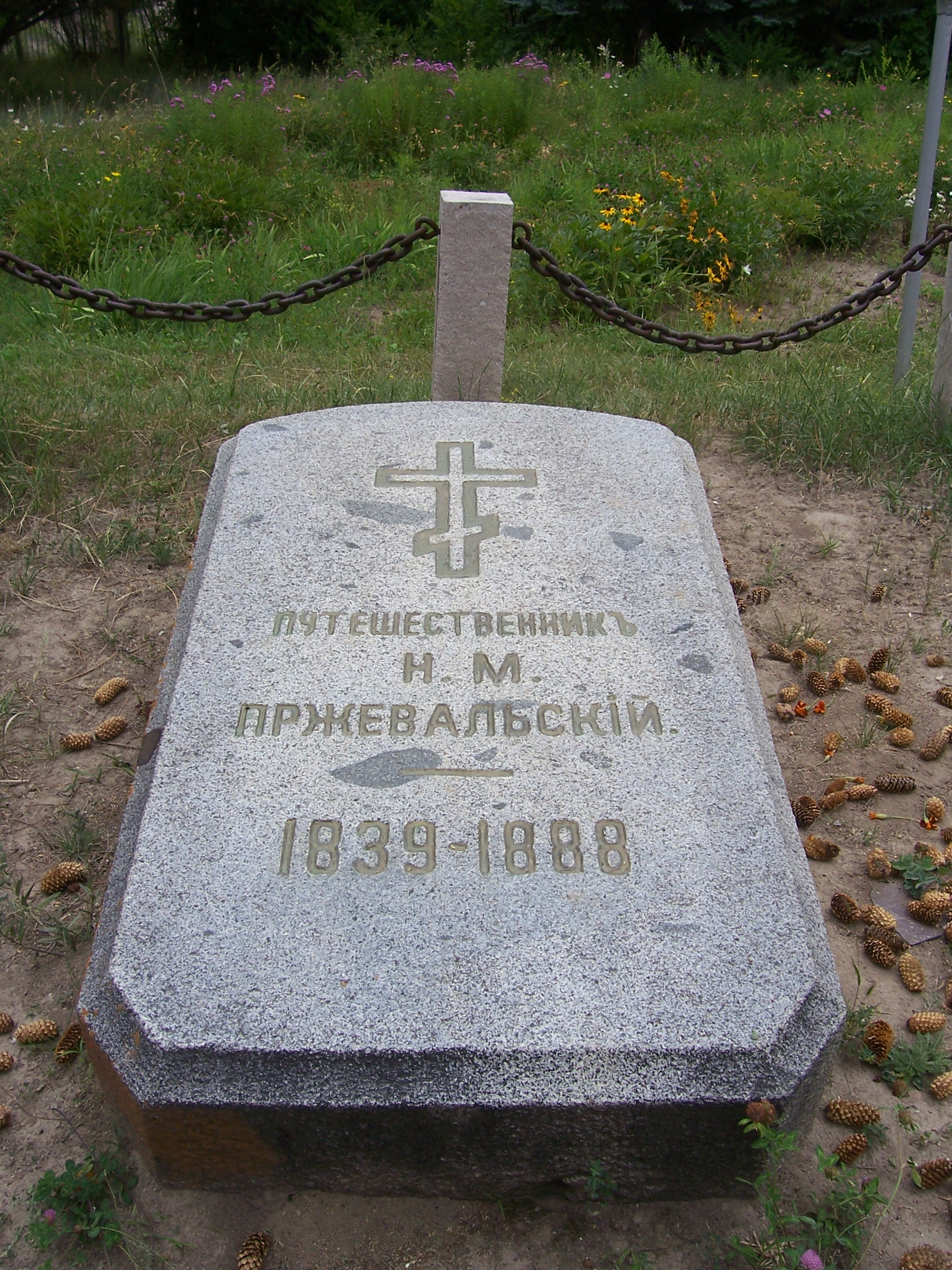
カラコルにあるニコライ・プルジェヴァリスキーの墓

これらの大冒険の結果中央アジアの地理と動植物相の研究は新たな時代の幕明けとなった。この広大な土地についてはこの当時の西洋世界からは比較的知られていなかったのである。その他、バクトリアラクダ（フタコブラクダ）やプルジェワリスキーウマ、プルジェワリスキーガゼルの野生の群れを報告している。これらの動物は多くのヨーロッパの言語では彼の名前に因んだ種名で呼ばれている。プルジェヴァリスキーにはロシア語で書かれた5つの大著があった。
5回目の探検に出発する直前にプルジェヴァリスキーは、イシク・クル湖畔のカラコル（現キルギス領）でチュイ川の水を飲んで、チフスに感染して死亡した。この時に皇帝は彼を偲んでカラコルの町の名をプルジェヴァリスクと変えさせた。同地には彼の業績を称えた記念碑や博物館があり、またサンクトペテルブルクにも記念碑がある。
彼の死から1年も経たずしてミハイル・ペフツォフが中央アジア奥地への探検隊長の任を引き継いだ。プルジェヴァリスキーの研究もまた、彼の若い弟子であったピョートル・クズミチ・コズロフによって続けられた。

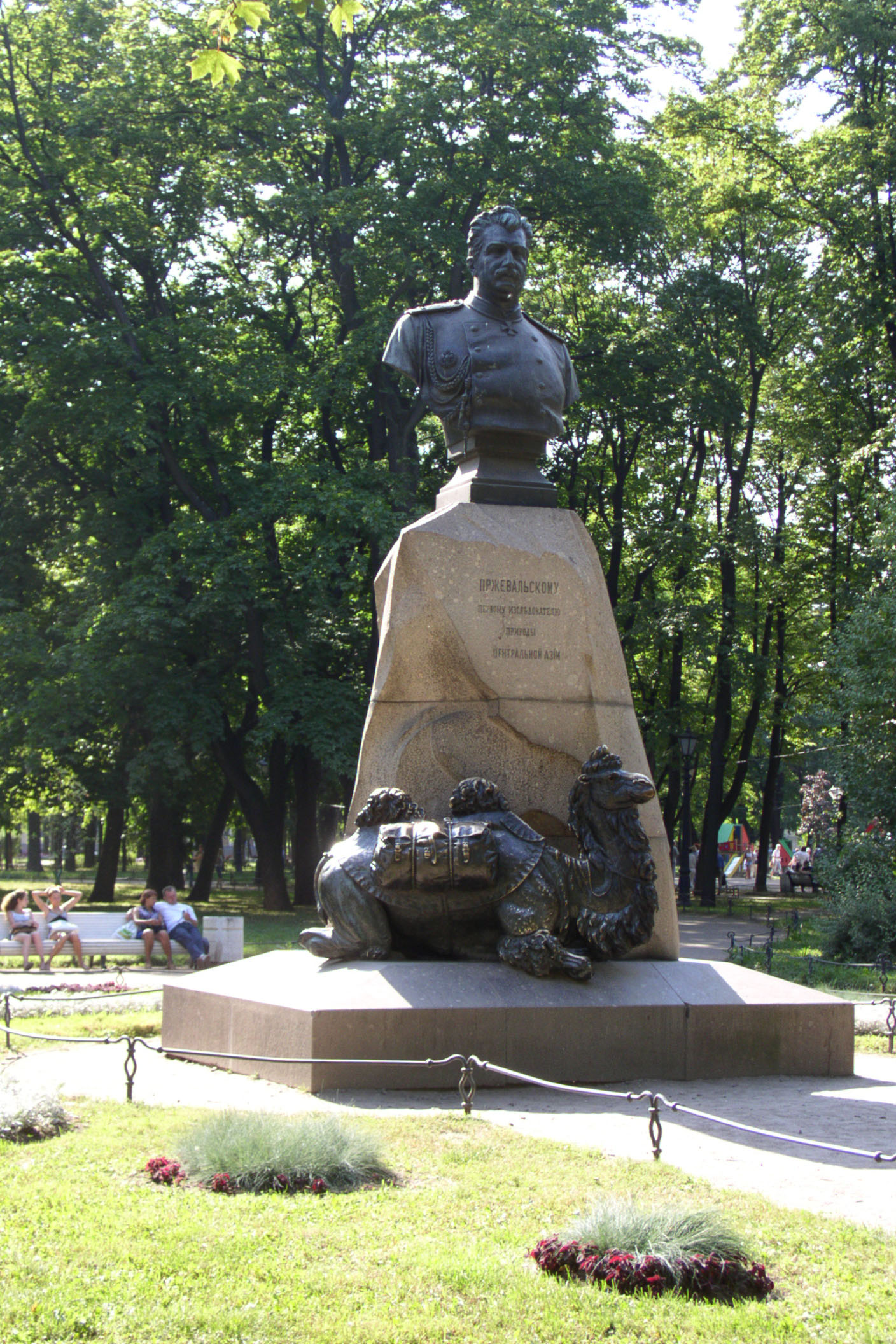
サンクトペテルブルクのアレクサンドル庭園にあるニコライ・プルジェヴァリスキーの記念碑

プルジェヴァリスキーの名に因んだ地名は他にもある。ロシアのスモレンスク州にあるかつてスロボダとよばれていた小さな村は、1881年から1887年まで（旅行期間中を除く）プルジェヴァリスキーが居住していて、彼はこの場所を気に入っていたようだった。この村は1964年に彼の名をとってプルジェヴァリスコエと改名された。そこにはニコライ・プルジェヴァリスキーの古い家と新しい家、半身像、池、庭園、白樺並木、ハトカとよばれるロッジ・監視所などの記念施設が集まっている。ここの博物館はロシア国内では唯一探検家を記念したものである。
プルジェヴァリスキーはナス科のプルゼワルスキア属（Przewalskia Maxim.）から献名されている他、彼の名は80種を超える植物に冠されている。

## 帝国主義とレイシズム
デイヴィド・シンメルペンニンク・ファン・デル・オイェの評定によれば、プルジェヴァリスキーの中央アジアに関する著作には彼の東洋への軽蔑、それも特に中華文明に対するものが表れているという。
プルジェヴァリスキーは「平均的なモスクワのコソ泥とユダヤ人」という比喩で明らかに中国人を臆病で汚く怠惰に、全ての点において「ヨーロッパ文明」に劣ると描写した。彼は中華帝国の北方の領土、特に新疆とモンゴルの支配権掌握は希薄で不確実であると主張し、大っぴらに中国領土のロシアによる断片的併合を求めたという。
また彼はアジアを探検するのには「片手にカービン銃、もう片方には鞭」を持つべきであるとも発言した。
スヴェン・ヘディンやフランシス・ヤングハズバンド、オーレル・スタインなどと共にプルジェヴァリスキーは中央アジアをめぐるイギリスとロシアの勢力争い、いわゆるグレート・ゲームの立役者だった。
«Здесь можно проникнуть... с деньгами в кармане, со штуцером в одной руке и с ногайкою в другой... С ними должны идтисюда европейцы и снести, во имя цивилизации, всех этих подонков человеческого рода. Тысячи наших солдат достаточно, чтобы покорить всю Азию от Байкала до Гималая... Здесь можно повторить подвиги Кортеса»（→「ここではあなた方は突き進むことができる…ポケットの中の資金と、片方の手に持ったカービン銃と、もう片方に持ったナガイカ（鞭）と共に…それらでもってヨーロッパ人は行って勝ち取らなければならない、文明化の名のもとで、あれら全ての残りかすの人種を。幾千の我々の兵士はバイカル湖からヒマラヤ山脈までの全てのアジアを征服するのに充分であり…ここでコルテスの搾取を繰り返すことができる。」）—1873年に友人へ宛てた手紙にて
プルジェヴァリスキーのレイシスト的不寛容は中国人以外のアジア人にも及び、タジクのヤクブ・ベグに関しては手紙で以下の様に述べている。「ヤク・ブベグは無能なアジア人と同じ糞だ。カシュガル帝国には1コペックの価値もない。」
また、ヤクブの事を「政治的詐欺師以上の何者でもない」と主張し、「しばしば彼らの政府を呪い、ロシア国民となりたがる希望を表明する…野蛮なアジア人はロシアの力を繁栄のための保証であるとはっきり理解している」とカシュガルのヤクブ・ベグのムスリム国民を軽蔑。これらの発言はプルジェヴァリスキーがロシア軍にカシュガル帝国の占領を勧めたレポートの中で発せられたものであるが、これに対してロシア政府は行動を取らず、中国はカシュガルを奪還した。中国から領土を奪うというプルジェヴァリスキーの夢は実現することはなかった。
プルジェヴァリスキーは中国の民族だけでなく、800万のチベット、トルキスタンおよびモンゴリアの人々を未開で進化的に遅れた人々とみて、中国の支配からの解放がされるべきであるとした。また彼は伝えられるところによると多数のチベット人遊牧民を殺したという。
彼はロシアに対し中国これらの地域の仏教徒ならびにムスリムの諸民族へ中国の儒教政権への反乱を誘発させ、中国と戦争をして、少数のロシア兵でトルキスタンを中国から奪取することを提案した。

## 私生活
プルジェヴァリスキーはスモレンスクで出会ったターシャ・ヌロムスカヤと個人的に関係があったことが知られている。噂の一つによれば、二人が最後に会った時、ターシャは彼女の編んだ髪を切って彼に渡し、二人が結婚するまではこの髪と一緒に彼が旅をするように言ったという。不幸にも、ターシャはプルジェヴァリスキーが探検に出かけている間に日射病で死去した。
その他にプルジェヴァリスキーをめぐる女性として、謎の若い娘の肖像が詩の断片と共に彼のアルバムの中に見つかっている。その詩の中では、彼女は彼にチベットへ行かず一緒にいてくれるように求めており、それに対して彼は日記で「私は理想を裏切ることはないだろう。それにはわが人生の全てを捧げた。必要な事全てを書いたらすぐにでも、砂漠へと戻ることだろう。――そこは結婚で手に入れることのできる黄金の広間よりも私が幸せになれるところだ」と返している。
一部の研究者はプルジェヴァリスキーが同性愛者で、女性を軽蔑しており、彼の旅に毎回付き添ったニコライ・ヤグノフ（当時16歳）、ミハイル・プィルツォフ、フョードル・エクロン（当時18歳）、イェヴグラフら若い男性の助手たちが彼の恋人たちだったのだという。

## 噂
ヨシフ・スターリンはニコライ・プルジェヴァリスキーの隠し子だったという都市伝説がある。この伝説の根拠は両者の顔の類似である。しかしプルジェヴァリスキーがグルジアを訪れたという記録は残されていない。この伝説をユーモラスに発展させたものがウラジーミル・ヴォイノーヴィチ『兵士イワン・チョンキンの華麗なる冒険』で登場する。

## 関連文献
- Meyer, Karl E.; Brysac, Shareen Blair (October 25, 1999). Tournament of Shadows: The Great Game and the Race for Empire in Central Asia. Basic Books. ISBN 978-1-58243-106-2

## 日本語訳
- 『黄河源流からロプ湖へ』 加藤九祚・中野好之訳、白水社〈西域紀行探検全集2〉、1967年、新版「西域探検紀行選集」、2004年
  - 『黄河源流からロプ湖へ』 加藤九祚訳、河出書房新社〈世界探検全集9〉、1978年、新版「世界探検全集」、2022年
- 『中央アジアの探検』上・下、田村俊介訳、白水社、1982年
- 『蒙古と青海』上・下、高橋勝之ほか訳、「ユーラシア叢書」原書房、1981年